# جان بردلی هولمز
جان بردلی هولمز (انگلیسی: J. B. Holmes؛ زادهٔ ۲۶ آوریل ۱۹۸۲) یک گلف‌باز است.